# Памятник А. С. Пушкину (Пушкинский дом)
Памятник А. С. Пушкину перед  Институтом Русской Литературы РАН (Пушкинским домом) на набережной Макарова в Санкт-Петербурге был создан скульптором И. Н. Шредером в 1899 году .

## Описание
Памятник представляет собой классический бронзовый бюст. Был отлит на фабрике Н. Штанге. Этот бюст когда-то стоял на Каменноостровском проспекте за зданием Александровского лицея. В настоящее время перед ним стоит бюст Ленина . В советское время памятник был снесён, но бюст сохранился. Он был установлен 4 июня 1999 года  во время празднования 200-летия со дня рождения поэта. Работы по реставрации и установке выполнены комбинатом «Скульптура».
Надписи на постаменте выполнены по эскизу архитектора В. И. Новосадюка. С лицевой стороны — это факсимиле поэта, а с обратной — информация о первоначальном архитекторе и о современных авторах, спонсорах и исполнителях реконструкции.